# Joyride (Kesha)
Joyride è un singolo della cantante statunitense Kesha, pubblicato il 4 luglio 2024 come primo estratto dal sesto album in studio Period.

## Antefatti
Dal 2014 al 2023 la cantante ha avuto una battaglia legale contro il suo produttore Dr. Luke. Inizialmente lei l'aveva denunciato per violenza sessuale, ritirando successivamente le accuse e il produttore la denunciò per diffamazione. Questa battaglia legale aveva messo in pausa la carriera della cantante e nel 2016 aveva presentato un'ingiunzione per essere libera dal contratto discografico che la vedeva legata alla casa discografica di Gottwald, la Kemosabe, tuttavia la richiesta fu respinta e lei obbligata a pubblicare altri tre album sotto l'etichetta discografica.
Nel maggio del 2023 la cantante riesce a pubblicare l'ultimo album sotto l'etichetta discografica e nel dicembre 2023 è stato ufficialmente riferito che Kesha si fosse ufficialmente separata sia dalla RCA che da Kemosabe.
Il 29 giugno 2024 annuncia, tramite i suoi canali social, l'uscita della canzone con un teaser. La canzone è la sua prima pubblicazione da artista indipendente.

## Descrizione
La canzone ha una durata di 2 minuti e 30 secondi e presenta sonorità elettropop e EDM, con una base che ricorda le sonorita dell'hyperpop e della polka.

## Video musicale
Il video musicale, diretto da Laura Gorun, Dimitri Basil e Couper Roussel, è stato reso disponibile il 21 novembre 2024 attraverso il canale YouTube della cantante.

## Accoglienza
Joyride è stata accolta in maniera positiva. Zoe Guy di Vulture ha definito la canzone un "banger" in perfetta sintonia con l'estate.

## Classifiche
| Classifica (2024) | Posizione massima |
| ----------------- | ----------------- |
| Irlanda           | 83                |
| Regno Unito       | 88                |
| Stati Uniti       | 106               |